# Llano de Olmedo
Llano de Olmedo település Spanyolországban, Valladolid tartományban. Llano de Olmedo Villeguillo, Fuente-Olmedo, Aguasal és Villaverde de Íscar községekkel határos. Lakosainak száma 51 fő (2024).

## Népesség
A település népessége az utóbbi években az alábbiak szerint változott:
| Lakosok száma | 90   | 82   | 80   | 72   | 74   | 68   | 62   | 59   | 52   | 51   |
|               | 2001 | 2004 | 2007 | 2009 | 2012 | 2014 | 2017 | 2019 | 2022 | 2024 |